# Rallye Katalonien 2012

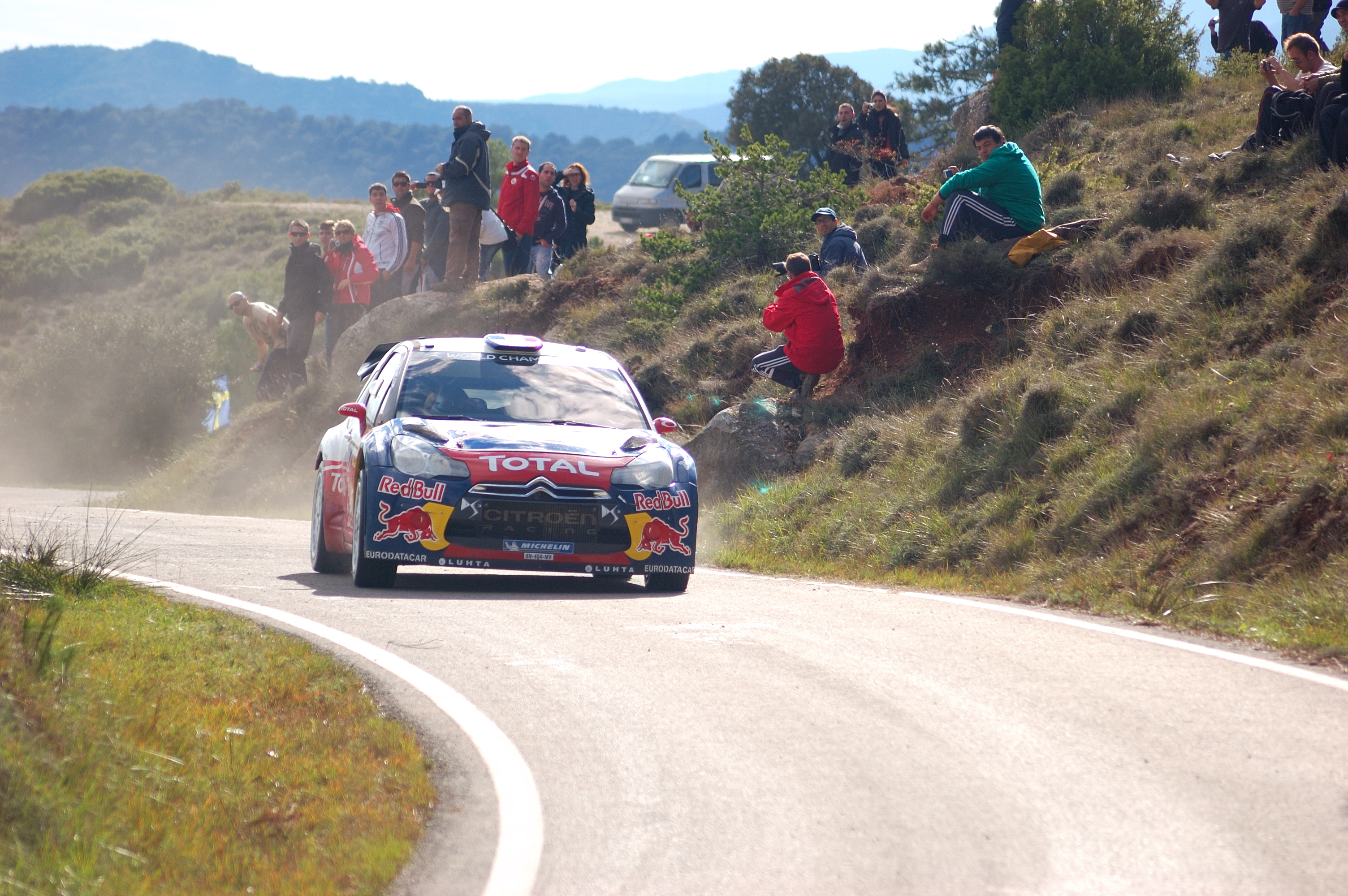
Sébastien Loeb und Daniel Elena im Citroën DS3 WRC bei der Rallye Katalonien

Die 48. Rallye Katalonien war der 13. von 13 FIA-Weltmeisterschaftsläufen 2012. Die Rallye bestand aus 13 Wertungsprüfungen und wurde zwischen dem 8. und dem 11. November gefahren.

## Berichte

### 1. Tag (Freitag, 9. November)
Nach dem ersten Tag führte Mads Østberg (Ford) die Rallye Katalonien an. Wegen starken Regenfällen gab es viele Dreher, so auch Jari-Matti Latvala und Ott Tänak. Für Thierry Neuville (Citroën) und Petter Solberg (Ford) war der Tag bereits nach der zweiten Wertungsprüfung vorbei. Beide trafen einen Stein, wobei die Radaufhängung brach. Sébastien Loeb (Citroën) gewann die fünfte Wertungsprüfung, er verbesserte sich auf den zweiten Gesamtrang und nahm die Verfolgung Østbergs auf. Jewgeni Nowikow (Ford) gewann die vierte WP, setzte sein Fahrzeug in WP 5 in den Straßengraben und verlor wieder an Zeit. Østberg übernachtete als Gesamtführender mit 27,2 Sekunden Vorsprung auf Loeb, dahinter Latvala und Hirvonen.

### 2. Tag (Samstag, 10. November)
Nach zwei Ausrutscher und der falschen Reifenwahl von Østberg übernahm Loeb die Führung vor Latvala. In der neunten Wertungsprüfung setzte sich Loeb trotz schlammiger Straßen, nach heftigem Regen, ab. Loeb lag in Führung mit 27 Sekunden Vorsprung auf Latvala und 47 Sekunden auf Teamkollege Hirvonen.

### 3. Tag (Sonntag, 11. November)
Seine letzte komplette WRC-Saison schloss Sébastien Loeb mit einem Sieg ab. Dahinter folgte Jari-Matti Latvala mit einem Rückstand von sieben Sekunden. Auf den dritten Rang fuhr Mikko Hirvonen, der Vize-Weltmeister wurde. Latvala, in der Weltmeisterschaft auf dem dritten Rang und bester Fordfahrer, büßte auf Loeb 116 Weltmeisterschaftspunkte ein.

## Klassifikationen

### Endresultat
| Rang           | Fahrer               | Beifahrer           | Auto                       | Zeit      | Rückstand | Punkte + Power-Stage |
| WRC            | WRC                  | WRC                 | WRC                        | WRC       | WRC       | WRC                  |
| -------------- | -------------------- | ------------------- | -------------------------- | --------- | --------- | -------------------- |
| 1              | Sébastien Loeb       | Daniel Elena        | Citroën DS3 WRC            | 4:14:29.1 | 00:00.0   | 25 + 1               |
| 2              | Jari-Matti Latvala   | Miikka Anttila      | Ford Fiesta RS WRC         | 4:14:36.1 | 00:07.0   | 18 + 3               |
| 3              | Mikko Hirvonen       | Jarmo Lehtinen      | Citroën DS3 WRC            | 4:16:15.9 | 01:46.8   | 15                   |
| 4              | Mads Østberg         | Jonas Andersson     | Ford Fiesta RS WRC         | 4:16:25.5 | 01:56.4   | 12                   |
| 5              | Jarkko Nikara        | Jarkko Kalliolepo   | Mini John Cooper Works WRC | 4:30:37.0 | 16:07.9   | 10                   |
| 6              | Craig Breen          | Paul Nagle          | Ford Fiesta S2000          | 4:32:39.5 | 18:10.4   | 8                    |
| 7              | Chris Atkinson       | Glenn MacNeall      | Mini John Cooper Works WRC | 4:33:43.8 | 19:14.7   | 6                    |
| 8              | Per-Gunnar Andersson | Emil Axelsson       | Proton Satria Neo S2000    | 4:34:45.2 | 20:16.1   | 4                    |
| 9              | Dani Sordo           | Carlos del Barrio   | Mini John Cooper Works WRC | 4:40:09.7 | 25:40.6   | 2 + 2                |
| 10             | Jewgeni Nowikow      | Ilka Minor          | Ford Fiesta RS WRC         | 4:40:15.7 | 25:46.6   | 1                    |
| SWRC           |                      |                     |                            |           |           |                      |
| 1 (6)          | Craig Breen          | Paul Nagle          | Ford Fiesta S2000          | 4:32:39.5 | 00:00.0   | 25                   |
| 2 (8)          | Per-Gunnar Andersson | Emil Axelsson       | Proton Satria Neo S2000    | 4:34:45.2 | 02:05.7   | 18                   |
| 3 (15)         | Yazeed Al-Rajhi      | Michael Orr         | Ford Fiesta RRC            | 4:45:13.6 | 12:34.1   | 15                   |
| 4 (17)         | Alastair Fisher      | Daniel Barritt      | Proton Satria Neo S2000    | 4:46:08.8 | 13:29.3   | 12                   |
| 5 (20)         | Hayden Paddon        | John Kennard        | Škoda Fabia S2000          | 4:51:06.6 | 18:27.1   | 10                   |
| PWRC           |                      |                     |                            |           |           |                      |
| 1 (18)         | Benito Guerra        | Borja Rozada        | Mitsubishi Lancer Evo X    | 4:47:54.5 | 00:00.0   | 25                   |
| 2 (22)         | Marcos Ligato        | Rubén García        | Subaru Impreza WRX STi     | 4:53:30.8 | 05:36.3   | 18                   |
| 3 (25)         | Subhan Aksa          | Bill Hayes          | Mitsubishi Lancer Evo X    | 4:57:10.2 | 09:15.7   | 15                   |
| 4 (27)         | Valeriy Gorban       | Andriy Nikolaev     | Mitsubishi Lancer Evo IX   | 4:58:40.4 | 10:45.9   | 12                   |
| 5 (29)         | Lorenzo Bertelli     | Lorenzo Granai      | Subaru Impreza WRX STi     | 5:00:04.1 | 12:10.2   | 10                   |
| 6 (31)         | Michał Kościuszko    | Maciej Szczepaniak  | Mitsubishi Lancer Evo X    | 5:06:00.9 | 18:06.4   | 8                    |
| 7 (33)         | Yeray Lemes          | Rogelio Peñate      | Mitsubishi Lancer Evo X    | 5:08:28.9 | 20:34.4   | 6                    |
| 8 (35)         | Ricardo Triviño      | Àlex Haro           | Subaru Impreza WRX STi     | 5:10:38.1 | 22:43.6   | 4                    |
| 9 (36)         | Nicolás Fuchs        | Fernando Mussano    | Subaru Impreza WRX STi     | 5:11:14.5 | 23:20.0   | 2                    |
| 10 (38)        | Gianluca Linari      | Andrea Cecchi       | Subaru Impreza WRX STi     | 5:16:04.4 | 28:09.9   | 1                    |
| JWRC (Academy) |                      |                     |                            |           |           |                      |
| 1              | José Antonio Suárez  | Cándido Carrera     | Ford Fiesta R2             | 3:46:51.3 | 00:00.0   | 25 + 1 für WP Siege  |
| 2              | Pontus Tidemand      | Stig Rune Skjærmoen | Ford Fiesta R2             | 3:48:11.0 | 01:19.7   | 18 + 7 für WP Siege  |
| 3              | Elfyn Evans          | Philip Pugh         | Ford Fiesta R2             | 3:50:13.6 | 03:22.3   | 15 + 3 für WP Siege  |
| 4              | John MacCrone        | Stuart Loudon       | Ford Fiesta R2             | 3:55:32.8 | 08:41.5   | 12 + 2 für WP Siege  |
| 5              | Timo van der Marel   | Erwin Berkhof       | Ford Fiesta R2             | 3:58:15.7 | 11:24.4   | 10                   |
| 6              | Brendan Reeves       | Rhianon Smyth       | Ford Fiesta R2             | 4:00:13.6 | 13:22.3   | 8                    |
| 7              | Aron Domzala         | Kacper Pietrusinski | Ford Fiesta R2             | 4:12:29.4 | 25:38.1   | –                    |

### Wertungsprüfungen
| Tag                                        | WP                                         | Name         | Länge    | Start MEZ          | Gewinner               | Beifahrer                   | Auto               | Zeit    | Ø km/h         | Leader             |
| ------------------------------------------ | ------------------------------------------ | ------------ | -------- | ------------------ | ---------------------- | --------------------------- | ------------------ | ------- | -------------- | ------------------ |
| Tag 1 9. Nov.                              | WP1                                        | Gandesa      | 7,00 km  | 07:45              | Jari-Matti Latvala     | Miikka Anttila              | Ford Fiesta RS WRC | 04:40.5 | 89,84          | Jari-Matti Latvala |
| Tag 1 9. Nov.                              | WP2                                        | Pesells 1    | 26,59 km | 08:10              | Ott Tänak Mads Østberg | Kuldar Sikk Jonas Andersson | Ford Fiesta RS WRC | 15:54.5 | 100,29         | Ott Tänak          |
| Tag 1 9. Nov.                              | WP3                                        | Terra Alta 1 | 44,02 km | 09:19              | Sébastien Loeb         | Daniel Elena                | Citroën DS3 WRC    | 30:37.3 | 86,25          | Mads Østberg       |
| Tag 1 9. Nov.                              | Service Port Aventura, 11:32 Uhr (30 Min.) |              |          |                    |                        |                             |                    |         |                | Mads Østberg       |
| Tag 1 9. Nov.                              | WP4                                        | Pesells 2    | 26,59 km | 13:35              | Jewgeni Nowikow        | Ilka Minor                  | Ford Fiesta RS WRC | 16:03.9 | 99,31          | Mads Østberg       |
| Tag 1 9. Nov.                              | WP5                                        | Terra Alta 2 | 44,02 km | 14:44              | Sébastien Loeb         | Daniel Elena                | Citroën DS3 WRC    | 31:19.0 | 84,34          | Mads Østberg       |
| Tag 1 9. Nov.                              | WP6                                        | Salou        | 2,00 km  | 17:00              | Mikko Hirvonen         | Jarmo Lehtinen              | Citroën DS3 WRC    | 02:35.7 | 46,24          | Mads Østberg       |
| Tag 1 9. Nov.                              | Service Port Aventura, 17:15 Uhr (75 Min.) |              |          |                    |                        |                             |                    |         |                | Mads Østberg       |
| Tag 2 10. Nov.                             |                                            |              |          |                    |                        |                             |                    |         |                | Mads Østberg       |
| Service Port Aventura, 07:00 Uhr (15 Min.) |                                            |              |          |                    |                        |                             |                    |         |                | Mads Østberg       |
| WP7                                        | La Mussara 1                               | 20,48 km     | 08:00    | Jari-Matti Latvala | Miikka Anttila         | Ford Fiesta RS WRC          | 11:31.4            | 106,64  |                | Mads Østberg       |
| WP8                                        | El Priorat 1                               | 45,97 km     | 09:15    | Sébastien Loeb     | Daniel Elena           | Citroën DS3 WRC             | 26:20.0            | 104,74  | Sébastien Loeb |                    |
| WP9                                        | Riba-roja d’Ebre 1                         | 14,20 km     | 10:26    | Sébastien Loeb     | Daniel Elena           | Citroën DS3 WRC             | 09:19.1            | 91,43   | Sébastien Loeb |                    |
| Service Port Aventura, 12:36 Uhr (30 Min.) |                                            |              |          |                    |                        |                             |                    |         | Sébastien Loeb |                    |
| WP10                                       | La Mussara 2                               | 20,48 km     | 13:51    | Dani Sordo         | Carlos del Barrio      | Mini John Cooper Works WRC  | 11:23.2            | 107,92  | Sébastien Loeb |                    |
| WP11                                       | El Priorat 2                               | 45,97 km     | 15:06    | Dani Sordo         | Carlos del Barrio      | Mini John Cooper Works WRC  | 25:52.7            | 106,58  | Sébastien Loeb |                    |
| WP12                                       | Riba-roja d’Ebre 2                         | 14,20 km     | 16:17    | Ott Tänak          | Kuldar Sikk            | Ford Fiesta RS WRC          | 09:32.0            | 89,37   | Sébastien Loeb |                    |
| Service Port Aventura, 18:12 Uhr (45 Min.) |                                            |              |          |                    |                        |                             |                    |         | Sébastien Loeb |                    |
| Tag 3 11. Nov.                             |                                            |              |          |                    |                        |                             |                    |         | Sébastien Loeb |                    |
| Service Port Aventura, 07:00 Uhr (15 Min.) |                                            |              |          |                    |                        |                             |                    |         | Sébastien Loeb |                    |
| WP13                                       | Riudecanyes 1                              | 16,35 km     | 07:50    | Dani Sordo         | Carlos del Barrio      | Mini John Cooper Works WRC  | 10:33.9            | 92,85   | Sébastien Loeb |                    |
| WP14                                       | Santa Marina 1                             | 26,51 km     | 08:51    | Dani Sordo         | Carlos del Barrio      | Mini John Cooper Works WRC  | 15:42.7            | 101,24  | Sébastien Loeb |                    |
| WP15                                       | La Serra d'Almos 1                         | 4,11 km      | 09:47    | Dani Sordo         | Carlos del Barrio      | Mini John Cooper Works WRC  | 02:37.1            | 94,18   | Sébastien Loeb |                    |
| Service Port Aventura, 10:47 Uhr (30 Min.) |                                            |              |          |                    |                        |                             |                    |         | Sébastien Loeb |                    |
| WP16                                       | Riudecanyes 2                              | 16,35 km     | 11:52    | Jari-Matti Latvala | Miikka Anttila         | Ford Fiesta RS WRC          | 10:30.7            | 93,32   | Sébastien Loeb |                    |
| WP17                                       | Santa Marina 2 (Power-Stage)               | 26,51 km     | 12:53    | Jari-Matti Latvala | Miikka Anttila         | Ford Fiesta RS WRC          | 15:43.5            | 101,15  | Sébastien Loeb |                    |
| WP18                                       | La Serra d’Almos 2                         | 4,11 km      | 13:49    | Dani Sordo         | Carlos del Barrio      | Mini John Cooper Works WRC  | 02:38.3            | 93,47   | Sébastien Loeb |                    |
| Service Port Aventura, 14:42 Uhr (10 Min.) |                                            |              |          |                    |                        |                             |                    |         | Sébastien Loeb |                    |

### Gewinner Wertungsprüfungen
| WP                | Anzahl | Fahrer             | Auto                       |
| ----------------- | ------ | ------------------ | -------------------------- |
| 10, 11, 13–15, 18 | 6      | Dani Sordo         | Mini John Cooper Works WRC |
| 1, 7, 16, 17      | 4      | Jari-Matti Latvala | Ford Fiesta RS WRC         |
| 3, 5, 8, 9        | 4      | Sébastien Loeb     | Citroën DS3 WRC            |
| 2, 12             | 2      | Ott Tänak          | Ford Fiesta RS WRC         |
| 6                 | 1      | Mikko Hirvonen     | Citroën DS3 WRC            |
| 2                 | 1      | Mads Østberg       | Ford Fiesta RS WRC         |
| 4                 | 1      | Jewgeni Nowikow    | Ford Fiesta RS WRC         |

### Fahrer-WM nach der Rallye
| Pos. | Fahrer             | Punkte |
| ---- | ------------------ | ------ |
| 1    | Sébastien Loeb     | 270    |
| 2    | Mikko Hirvonen     | 213    |
| 3    | Jari-Matti Latvala | 152    |
| 4    | Mads Østberg       | 149    |
| 5    | Petter Solberg     | 124    |

### Team-Weltmeisterschaft
| Pos. | Team             | Punkte |
| ---- | ---------------- | ------ |
| 1    | Citroën WRT      | 453    |
| 2    | Ford WRT         | 309    |
| 3    | M-Sport Ford WRT | 170    |